# Un oraș al tristeții
Un oraș al tristeții (în chineză: 悲情城市; pinyin Bēiqíng chéngshì) este o dramă istorică taiwaneză din 1989, regizată de Hou Hsiao-hsien. Filmul spune povestea unei familii implicate în „Teroarea Albă” care a fost provocată asupra poporului taiwanez de guvernul Kuomintang (KMT) după sosirea lor din China continentală la sfârșitul anilor 1940, timp în care mii de taiwanezi și emigranți recenți din China continentală au fost adunați, împușcați și/sau trimiși la închisoare. Filmul a fost primul care a tratat deschis faptele autoritare ale KMT după preluarea Taiwanului în 1945, care fusese cedat în urma înfrângerii Japoniei în cel de-al Doilea Război Mondial, și primul care a descris incidentul din 28 februarie 1947, în care mii de oameni au fost masacrați de KMT.
Un oraș al tristeții a fost primul (dintre cele trei) filme taiwaneze care a câștigat premiul Leul de Aur la Festivalul de Film de la Veneția și este adesea considerat capodopera lui Hou. Filmul a fost selectat ca nominalizare pentru cel mai bun film străin la cea de-a 62-a ediție a Premiilor Academiei, dar nu a fost nominalizat.
Acest film este considerat al doilea film din trilogia Wu Nien-jen, precum și primul film dintr-o trilogie liberă de filme de Hsiao-Hsien care tratează istoria Taiwanului, care include și Păpușarul (1993) și Bărbați buni, femei bune (1995). Aceste filme sunt numite colectiv Trilogia Taiwanului de către academicieni și critici.

## Rezumat
Filmul urmărește destinele familiei Lin într-un oraș de coastă din apropierea Taipeiului, în perioada cuprinsă între 1945 și 1949, anii de tranziție dintre sfârșitul celor 50 de ani de ocupație colonială japoneză și instaurarea regimului naționalist Kuomintang în Taiwan, după ce Partidul Comunist a preluat controlul asupra Chinei continentale.
Povestea începe pe 15 august 1945, cu vocea împăratului Hirohito anunțând capitularea necondiționată a Japoniei. Odată cu revenirea suveranității Taiwanului, populația trăiește un moment de entuziasm colectiv. În acest context, un număr semnificativ de oameni din China continentală - militari ai Kuomintangului, gangsteri și susținători ai ideilor socialiste - migrează spre insulă.
Lin Wen-hsiung, cel mai mare dintre cei patru frați Lin, deține barul „Micul Shanghai” și așteaptă nașterea copilului său. Al doilea fiu a fost medic militar, dar a dispărut în timpul războiului în Filipine. Mezinul, Wen-ching, este fotograf, are convingeri de stânga și este surd în urma unui accident din copilărie. Este apropiat de Hiroe și de sora acesteia, Hiromi.
Cel de-al treilea frate, Wen-liang, fusese recrutat de autoritățile japoneze ca interpret în Shanghai. După înfrângerea Japoniei, este arestat de regimul Kuomintang sub acuzația de colaborare cu inamicul, ceea ce îi afectează grav starea psihică. Internat într-un spital, după externare revine în lumea interlopă, implicându-se în furtul de bancnote japoneze și în activități de contrabandă organizate de gangsteri shanghaieni. Când Wen-hsiung află, intervine și îl oprește, dar acțiunea sa atrage represalii: Wen-liang este arestat pe nedrept și torturat, suferind leziuni cerebrale severe.
În 28 februarie 1947 are loc masacrul ce va intra în istorie drept Incidentul din 28 Februarie, când mii de taiwanezi sunt uciși de forțele Kuomintang. Familia Lin ascultă cu încordare anunțurile radio, în timp ce președintele Chen Yi proclamă legea marțială pentru a reprima mișcările de protest. Răniții se adună la clinica locală, iar Wen-ching este arestat, dar eliberat ulterior. Hiroe fuge în munți pentru a se alătura gherilelor de stânga. Deși Wen-ching vrea să i se alăture, Hiroe îl convinge să se întoarcă și să se căsătorească cu Hiromi, care îl iubește.
Într-o zi, în timp ce joacă la cazinou, Wen-hsiung se ceartă cu unul dintre gangsterii care i-au înscenat arestarea fratelui său. Conflictul culminează cu uciderea lui Wen-hsiung de către mafia shanghaiană. După înmormântare, Wen-ching și Hiromi se căsătoresc, iar ulterior au un copil. Cuplul sprijină mișcarea de rezistență condusă de Hiroe, dar aceasta este anihilată, iar luptătorii sunt executați. Înainte de capturarea lor, reușesc să-l avertizeze pe Wen-ching, însă, așa cum povestește mai târziu Hiromi, nu mai aveau unde să fugă. Curând, Wen-ching este arestat pentru implicarea sa în rezistență, lăsând-o pe Hiromi singură, alături de fiul lor.

## Context istoric
În perioada colonială japoneză (1895–1945), Taiwanul a avut contact limitat cu China continentală. Astfel, când controlul Taiwanului a fost transferat către Republica Chineză (ROC), condusă de guvernul Kuomintang (KMT) la sfârșitul celui de-al Doilea Război Mondial, poporul taiwanez s-a confruntat cu ajustări politice, sociale, culturale și economice majore. Tensiuni culturale și sociale s-au acumulat între taiwanezi și locuitorii Chinei continentale în acești ani. Neîncrederea politică s-a intensificat și între elitele taiwaneze și Administrația Provincială condusă de guvernatorul Chen Yi.
Între timp, la sfârșitul anilor 1940, guvernul naționalist era angajat într-un război civil împotriva comuniștilor de pe continent. Economia chineză s-a deteriorat rapid, iar situația economică postbelică din Taiwan se înrăutățea zilnic. Un număr tot mai mare de activități ilegale aveau loc de-a lungul Strâmtorii Taiwan, iar tulburările sociale - rezultate din șomaj, penuria de alimente, sărăcie și problemele legate de locuințe - deveneau iminente.

### Incidentul din 28 februarie
Una dintre restricțiile implementate la acea vreme a fost interzicerea comerțului cu țigări. Povestea imediată începe în fața unei ceainării din Taipei cu o zi înainte, pe 27 februarie 1947, când agenți de la Biroul Monopolului Tutunului au confiscat țigările ilegale ale unei vânzătoare de țigări taiwaneze, precum și banii acesteia, apoi au bătut-o în cap cu un pistol în timp ce încercau să o aresteze. O mulțime furioasă i-a cuprins pe agenți, determinând un oficial să deschidă focul asupra mulțimii, ucigând un trecător. Vestea a declanșat proteste în masă în dimineața următoare, pe 28 februarie; mai multe persoane au fost ucise de poliție, iar incidentul s-a transformat rapid într-o revoltă la scară largă.
În timp ce mulți taiwanezi locali au profitat de acest lucru ca de o oportunitate de a se răzbuna pe locuitorii continentului, guvernatorul Chen Yi a emis legea marțială și a cerut trimiterea de trupe naționaliste din continent pentru a suprima incidentul. În următorii 38 de ani, Taiwanul a fost plasat sub legea marțială într-o perioadă cunoscută acum sub numele de „Teroarea Albă”. Prin urmare, o generație de elite locale taiwaneze au fost arestate și ucise. S-a estimat că între 10.000 și 20.000 de oameni au murit în urma incidentului din 28 februarie, din ce în ce mai mulți oameni murind sau dispărând în timpul Terorii Albe. Trauma evenimentelor din 28 februarie a bântuit politica și societatea din Taiwan și a deteriorat relația dintre taiwanezi și locuitorii continentului timp de câteva decenii.

## Distribuție
- Tony Leung Chiu-wai în rolul lui Lin Wen-ching (林文清), al patrulea frate, fotograf. Wen-ching este cel mai mic fiu din familia Lin. Este surdo-mut din cauza unui accident din copilărie. Comunică cu ceilalți în principal prin scris, în special cu Hiromi. Este arestat în urma evenimentului din 28 februarie. După ce este eliberat, face două lucruri. În primul rând, transmite mesajele finale ale colegilor de celulă executați. În al doilea rând, merge să-l găsească pe Hiroe și vrea să i se alăture ca revoluționar, însă este convins de Hiroe și se întoarce acasă pentru a se căsători cu Hiromi. Wen-heung deschide un studio foto pentru ca Wen-ching să-l poată sprijini pe Hiroe, iar după ce forțele de gherilă sunt înfrânte, Wen-ching este arestat și nu se mai întoarce niciodată, lăsându-i pe Hiromi și copilul lor.
- Chen Sung-young în rolul lui Lin Wen-hsiung (林文雄), fratele cel mare și proprietarul unei companii comerciale și al unui restaurant. După ce restaurantul său este închis în urma evenimentului din 28 februarie, el se apucă de băut și de jocuri de noroc și, în cele din urmă, este împușcat mortal într-un atac spontan pentru răzbunare împotriva lui Wen-leung.
- Jack Kao în rolul lui Lin Wen-liang (林文良), al treilea frate, traumatizat de perioada petrecută în război. După eliberarea din spital, intră în afaceri cu gangsteri din Shanghai. După ce le provoacă mai multe probleme decât merită, Wen-leung este înscenat de gangsteri și ajunge la închisoare, unde este bătut și suferă leziuni cerebrale înainte de a fi eliberat.
- Li Tian-lu în rolul lui Lin Ah-lu (林阿祿), patriarhul familiei Lin.
- Xin Shufen în rolul lui Hiromi (pronunția japoneză a numelui ei chinezesc: 吳寬美), sora lui Hiroe, este asistentă medicală la spital. O cunoaște pe Wen-ching prin intermediul fratelui ei Hiroe. De obicei, comunică cu Wen-ching prin scris. După ce își părăsește slujba de la spital, se căsătorește cu Wen-ching după ce acesta este eliberat din închisoare și au un copil.
- Wu Yi-fang în rolul lui Hiroe (pronunția japoneză a numelui său chinezesc: 吳寬榮), prieten al lui Wen-Ching, fratele lui Hiromi și profesor de școală. Un progresist. Deoarece guvernul din Taiwan a arestat un număr mare de progresiști și a ucis oameni nevinovați fără discriminare, el înființează o organizație antiguvernamentală în munți. Cu toate acestea, aceștia sunt învinși și arestați la final.
- Nakamura Ikuyo ca Shizuko
- Chan Hung-tze în rolul domnului Lin. Un prieten progresist al lui Hiromi.
- Wu Nien-jen în rolul domnului Wu.
- Zhang Dachun ca Reporter Ho.
- Tsai Chen-nan ca și cântăreață.

## Muzică
| Număr | Nume                              |
| ----- | --------------------------------- |
| 01    | 悲情城市～Un oraș al tristeții    |
| 02    | Hiromi～Flute Solo                |
| 03    | 文清のテーマ                      |
| 04    | Hiromiのテーマ                    |
| 05    | 悲情城市 ～ Variația 2            |
| 06    | 凛 ～ Dedicat lui Hou Hsiao-Hsien |

Sursă: Xiami Music

## Producție
Un oraș al tristeții a fost filmat în Jiufen, un fost oraș minier japonez aflat în declin, care a continuat să funcționeze în perioada postbelică până în anii 1960. Jiufen este situat în nord-estul Taiwanului, o zonă izolată de restul comitatului Taipei și al comitatului Yilan. Există doar drumuri județene accidentate și o linie de cale ferată locală pentru navetiști care leagă Jiufen de lumea exterioară, ceea ce a desemnat o prioritate scăzută pentru revitalizarea urbană și dezvoltarea terenurilor. Comunitățile de pe dealurile din Jiufen au fost construite înainte de introducerea codurilor de zonare moderne și, prin urmare, au oferit o atmosferă și o senzație de oraș mic taiwanez care simbolizează perioada istorică prezentată în intriga filmului „Un oraș al tristeții”.
Hou își amintește cu drag de Jiufen când a călătorit la Jiufen printr-o privire turistică în tinerețe. Filmarea scenelor cu călătoria cu trenul spre Jiufen a evocat în mod special retorica sa nostalgică și amintirile pline de bucurie dintr-o excursie de liceu la Jiufen cu prietenii săi de școală. Hou a remarcat că trenul în Taiwan este un mijloc de transport foarte important și că el călătorea des cu trenul. Îi este foarte greu să uite legătura dintre el și trenuri, așa că șinele de tren apar de mai multe ori în film.
Lansarea filmului a atras atenția pe scară largă asupra locațiilor de filmare, în special asupra Jiufen și Jinguashi. Aceste foste orașe miniere, cândva în declin, au devenit destinații turistice populare în anii 1990, în mare parte datorită portretizării atmosferei nostalgice și a peisajului istoric din film.

### Context
În anii 1980, noua mișcare cinematografică taiwaneză se îndrepta nu doar spre crearea de filme pentru locuitorii Taiwanului, ci și pentru un public internațional mai larg. Regizorii Hou Hsiao-Hsien și Edward Yang au remarcat că doreau să imite popularitatea cinematografiei din Hong Kong, care se concentra în jurul unor producții de înaltă calitate, susținute de vedete puternice. În „Un oraș al tristeții”, Hou s-a bazat în principal pe investiții străine, în special din Japonia. Tehnologia, tehnicile și facilitățile japoneze au fost utilizate în postproducție și au dus la ceea ce criticul și producătorul Zhan Hongzhi a descris ca un aspect de „înaltă calitate” care ar putea atrage publicul internațional. Un alt aspect al acestui plan a fost puterea vedetelor, reflectată în unul dintre personajele principale, Wen-ching, interpretat de pe atunci vedeta de film din Hong Kong, aflată în ascensiune, Tony Leung. Intenția din spatele acestui plan a fost de a crește numărul de spectatori din Hong Kong și din China de peste hotare. Filmul a folosit, de asemenea, o gamă largă de limbi, în principal hokkien taiwaneză, cantoneză, japoneză și shanghaineză, ca o modalitate de a promova diversitatea culturală a distribuției și, reflectând acest lucru, a Taiwanului către un public global, ceea ce contrastează cu multe filme anterioare care erau doar în chineza mandarină, datorită promovării mandarinei de către guvern ca limbă națională.

### Conceptualizare
Hou Hsiao-hsien era interesat să creeze un film care să poată spune o poveste despre o familie, în special despre incidentul 228 și teroarea albă, din câteva motive. El a menționat cum moartea lui Chiang Ching-kuo în 1988 și ridicarea legii marțiale în anul precedent au făcut din momentul potrivit pentru a aborda incidentul 228, despre care Hou considera că fusese mușamalizat de guvern. El a remarcat cum nu existau cărți disponibile pe această temă și a dorit să ofere un punct de vedere avantajos asupra poveștii prin prisma unei familii.

Hou Hsiao-hsien a scris:
„Toată lumea știa despre incidentul 228. Nimeni nu voia să spună nimic, cel puțin în public, dar în spatele ușilor închise toată lumea vorbea despre asta, în special în Mișcarea Tangwai [...] Incidentul 228 era deja cunoscut, așa că am fost mai interesat să filmez o perioadă de tranziție și schimbările dintr-o familie în timpul unei schimbări de regim. Acesta era principalul lucru pe care voiam să-l surprind...

A existat prea multă intervenție politică. Ar trebui să ne întoarcem la istorie pentru o reflecție cuprinzătoare, dar politicienilor le place să folosească această tragedie ca pe un bancomat, retrăgând bani din ea oricând doresc. Este oribil. Așa că, indiferent de punctul de vedere pe care l-am adoptat cu filmul, oamenii tot îl criticau. Filmam evenimente care erau încă tabu, aveam un punct de vedere și, indiferent de situație, filmam din punctul de vedere al oamenilor și al unei familii... Desigur, este limitat de viziunea și atitudinea cineastului. Pot prezenta doar o parte din atmosfera vremii."
Conform cărții scenaristului Chu Tien-Wen, premisa originală a filmului a fost reuniunea dintre un fost gangster (pentru care Hou Hsiao-Hsien intenționa să-l distribuie pe Chow Yun-fat pentru rol) și fosta sa iubită (interpretată se presupune că de Yang Li-Hua, cea mai importantă actriță de operă taiwaneză din viața reală) în anii 1970. Hou și Chu au extins apoi povestea pentru a include flashback-uri substanțiale ale calamității familiei femeii la sfârșitul anilor 1940 (unde femeia era fiica adolescentă a personajului interpretat de Chen Song-Yong). Apoi au abandonat premisa anterioară și s-au concentrat în schimb pe povestea anilor 1940.
Un oraș al tristeții este primul film asupra căruia Hou Hsiao-hsien a efectuat cercetări istorice ample, concentrându-se pe reconstrucția peisajului emoțional și a atmosferei Taiwanului postbelic. Transformând experiențele familiale private și intime în memorie colectivă, filmul reflectă indirect realitatea politică de la sfârșitul anilor 1940. Deși interacționează cu trecutul, nu este prins în capcană. Publicul din generații și medii diferite a găsit modalități de a se conecta cu personajele, ceea ce a determinat interpretări diverse și reflecție critică.

### Tehnici de filmare
Filmul include multe dialecte chinezești, precum limba min sudică, cantoneză și limba shanghaineză, ceea ce face ca filmul să fie transparent pentru diferite grupuri de oameni. Ming-Yeh T. Rawnsley explică faptul că „prin reprezentarea indirectă a realității politice de la sfârșitul anilor 1940, Un oraș al tristeții tratează trecutul, dar nu este prins în capcană de trecut și reușește să obțină un sentiment de obiectivitate și autenticitate.” Utilizarea dialectelor și a faptelor istorice poate face ca publicul să aibă o conexiune cu personajele din film și poate asigura obiectivitatea și autenticitatea. Filmul funcționează, de asemenea, ca o formă de rezistență, deoarece cei cu mai puțină putere sunt capabili să diminueze revendicările altor clase.
Surditatea și muțenia lui Wen-ching au început ca o modalitate oportună de a masca incapacitatea lui Tony Leung de a vorbi taiwaneză (sau japoneză - limba predată în școlile din Taiwan în timpul dominației japoneze de 51 de ani), dar au ajuns să fie un mijloc eficient de a demonstra insensibilitatea brutală a administrației Republicii Populare Chineze a lui Chen Yi. Întrucât comunica prin alte mijloace (fotografii, pix și hârtie), el joacă adesea rolul unui observator. Incapacitatea sa de a vorbi ar putea reflecta faptul că Taiwanul este redus la tăcere de către opresorii săi.
Sunetul joacă un rol important în film, deoarece scena de deschidere este filmată în întuneric, singurul sunet fiind cel al împăratului Hirohito în emisiunea radio. De-a lungul filmului, utilizarea limbii japoneze este culturală, deoarece reprezintă experiențele taiwanezilor și identitatea lor culturală. Majoritatea personajelor nu ar putea înțelege prea mult japoneza, deoarece nu ar fi trăit cei 51 de ani de dominație japoneză. Acesta este motivul pentru care personajele native vorbesc taiwaneza cu câteva cuvinte japoneze amestecate în vorbirea lor.
Stilul narativ cinematografic al lui Hou Hsiao-Hsien este extrem de rar în istoria filmului. Stilul său prezintă o caracteristică numită autocontrol. Un oraș al tristeții este cel mai evident reprezentant al stilului său narativ cinematografic. Hou Hsiao-Hsien folosește adesea cadrul definit în procesul său de filmare. De exemplu, cel mai tipic exemplu din Un oraș al tristeții este scena filmată în holul spitalului. Prin restricționarea camerei la o axă predeterminată și geometria spațiului, spațiul nu este doar împărțit într-un plan grafic, ci și dimensiunea și forma ecranului în sine se schimbă în funcție de diferitele narațiuni. Această compoziție imagine în imagine accentuează calitatea grafică a imaginii.
Hou Hsiao-hsien folosește frecvent cadre lungi în Un oraș al tristeții, cu o durată medie de aproximativ 43 de secunde. Aceste cadre extinse reduc întreruperile vizuale și sporesc realismul și profunzimea emoțională a filmului. Permițând desfășurarea lentă a scenelor, Hou atrage spectatorii în lumea personajelor și subliniază un sentiment de observare istorică. Cadrul lung reflectă, de asemenea, tonul contemplativ al filmului și experiențele reduse la tăcere ale personajelor sale.
Filmul folosește frecvent tăcerea și expresia vizuală pentru a transmite teme de opresiune și traumă. Muțenia lui Wen-ching nu este doar o trăsătură de caracter, ci și un dispozitiv simbolic care reflectă vocile reduse la tăcere ale taiwanezilor în timpul Terorii Albe. Hou Hsiao-hsien folosește indicii non-verbale - cum ar fi gesturi, expresii faciale și compoziție spațială - pentru a înlocui dialogul vorbit în multe scene încărcate emoțional.
Scenele violente din incident se desfășoară în principal într-un tren. Protestatarii taiwanezi se opun regimului condus de cei din China continentală într-un mod direct: îi interoghează pe călători mai întâi în Minnan (Hokkien) și apoi în taiwaneză, iar oricine nu poate răspunde este considerat un străin și bătut. Wen-ching era surd și mut, așa că nu putea răspunde, totuși avea un auz normal înainte de a împlini opt ani. Bazându-se pe memoria care i-a mai rămas, a strigat în taiwaneză „Eu, taiwanez”, care a devenit singura sa replică din film și, de asemenea, o expresie semnificativă a identității. Identitatea taiwanezului îl poate ajuta să scape de pericolul revoltelor, dar adâncește și mai mult contradicția dintre taiwanezi și străini.
Montajul filmului evită tehnicile convenționale de montaj și impactul direct al camerei și pasiunea, căutând un farmec unic și un impuls grandios. Adoptă diferite metode de progres lent al unei singure scene și conexiune rapidă a tranzițiilor, astfel încât povestea liber narată are atât omisiuni, cât și salturi, iar viteza este eșalonată și perfectă. Prin urmare, filmul implică un sentiment special de dezolare, iar complexul său istoric este exprimat viu într-un stil deosebit de viguros.

## Reacții

### Receptare critică
Un oraș al tristeții a fost un succes comercial major în Taiwan, dar criticii au fost în mare parte ambivalenți față de operă. Fiind promovat ca un film despre incidentul din 28 februarie, dar nefiind niciodată descris explicit evenimentul, filmul a fost criticat ca fiind ambiguu din punct de vedere politic, precum și excesiv de dificil de urmărit. De asemenea, a fost criticat pentru că nu a descris bine evenimentele din 28 februarie, prezentându-le în schimb într-un mod subtil și o manieră eliptică. Acum este considerată pe scară largă o capodoperă, și a fost descris ca „probabil cel mai semnificativ film care a apărut din Noul Cinema din Taiwan.

### Istorie, traumă și reconciliere
Criticii au remarcat cum acest film (precum și celelalte 2 filme care formează trilogia) a inițiat o discuție mai amplă despre memoria și reconcilierea incidentului 228 și a terorii albe din Taiwan. Sylvia Lin a comentat că „relatările literare, academice, istorice, personale și cinematografice ale trecutului au înmulțit considerabil, pe măsură ce oamenii din Taiwan simt nevoia urgentă de a-și aminti, reconstrui și rescrie acea parte a istoriei lor”. June Yip a remarcat că Trilogia Taiwanului a marcat un „impuls autobiografic” de a revendica istoria care era acum acceptabilă odată cu ridicarea legii marțiale. Un alt critic, Jean Ma, a remarcat, de asemenea, că metoda de afișare a traumei de către Hou a fost „reală” și s-a putut conecta cu publicul global de pretutindeni, de la „Comisia pentru Adevăr și Reconciliere din Africa de Sud, la dispăruții din Argentina și masacrul armean, ca exemple în care memoria poartă povara etică a unei istorii dezavuate sau negate.”

### Renașterea limbii hokkien taiwaneze (taiyu) în film
Un oraș al tristeții a fost prezentat ca fiind unul dintre puținele filme care au adus hokkien-ul taiwanez în prim-plan și în fața unui public global. S-a constatat că utilizarea limbii hokkien-ului taiwanez în film este în conflict direct cu regula de atunci privind limba națională a Taiwanului. Politica lingvistică taiwaneză privind promovarea limbii mandarine a permis realizarea de filme în alte dialecte și limbi ale minorităților, limitată la doar o treime din scenariul total. Un oraș al tristeții a fost însă filmat în mare parte în hokkien taiwanez. Filmul lui Hou Hsiao-Hsien a primit permisiunea Biroului de Informații Guvernamentale (biroul responsabil pentru cenzura/mass-media guvernamentală) de a trimite o copie a versiunii preliminare în Japonia pentru post-producție, unde a fost procesată și trimisă direct la Festivalul de Film de la Veneția, fără a fi autentificată de cenzorii taiwanezi de la GIC. Câștigarea premiilor Leul de Aur și Golden Horse Awards a marcat o premieră pentru filmele vorbitoare de limbă chineză, dar a fost și controversat, deoarece Un oraș al tristeții a încălcat regulile de atunci privind utilizarea limbilor naționale în filme. Succesul filmului a reînnoit însă interesul pentru limba taiwaneză Hokkien și a devenit parte a Mișcării pentru Limbi Taiyu și a declanșat o renaștere a filmelor din Taiwan care utilizau limbi minoritare precum chineza hakka, alături de alte limbi indigene taiwaneze.